# Chirixalus laevis
Chirixalus laevis és una espècie d'amfibi de la família Rhacophoridae que viu al Vietnam. Aquesta espècie és coneguda només a Sui Kat, a l'altiplà de Lang Bian al sud del Vietnam, on es va recollir a 1.000 m snm. El seu hàbitat natural s'inclou no es va trobar més enllà que el lloc de la recollida. Presumiblement es reprodueix en l'aigua pel desenvolupament en larves, igual que altres membres del gènere. No hi ha amenaces significatives per a la supervivència d'aquesta espècie.